# Indoniscus deharvengi
Indoniscus deharvengi là một loài chân đều trong họ Styloniscidae. Loài này được Dalens miêu tả khoa học năm 1987.